# Olga Wornat
Olga Wornat (Posadas, Misiones, 28 de mayo de 1956) es una periodista y escritora argentina. Escribió biografías de Carlos Menem, Marta Sahagún de Fox, esposa de Vicente Fox, Felipe Calderón Hinojosa y el cantante Vicente Fernández.

## Biografía
Nació en Argentina y estudió historia, derecho y periodismo en la Universidad Nacional de La Plata. No terminó la universidad debido a que durante la dictadura militar en su país, militaba en una organización guerrillera de la izquierda del Peronismo, Montoneros, y por seguridad tuvo que vivir en la clandestinidad.
Fue corresponsal de la revista española Interviú y trabajó en las revistas Gente, Noticias, Veintitrés, Gatopardo y Poder y Negocios, de México. Cubrió la invasión estadounidense de Panamá; las guerras en Centroamérica, Líbano y la ex Yugoslavia; los conflictos entre árabes e israelíes; la guerra entre Perú y Ecuador y la caída de los talibanes en Afganistán. Se reveló como autora de bestsellers con el libro Menem, la vida privada.
Publicó Nuestra Santa Madre, historia de la Iglesia católica argentina, que provocó el juicio y encarcelamiento del primer arzobispo latinoamericano, acusado de abusos sexuales. La jefa en 2003, un éxito en México y Estados Unidos, muestra un descarnado retrato de Marta Sahagún de Fox, entonces primera dama. En 2004, en México, publicó Crónicas malditas, que de inmediato se convirtió en el libro más vendido. Fue perseguida por los gobiernos de Vicente Fox y Felipe Calderón, y en 2011, bajo amenazas de muerte, fue obligada a abandonar México.[cita requerida]
Reina Cristina fue la primera biografía privada y política de Cristina Kirchner, que se publicó en 2005, y Planeta reeditó en 2011. En coautoría con Miriam Lewin, en marzo de 2020, publicó en Argentina, Putas y guerrilleras, crímenes sexuales en los campos clandestinos de la dictadura (Planeta), prologado por la prestigiosa antropóloga feminista Rita Segato.
En 2020 publicó la obra Felipe, el oscuro: Secretos, intrigas y traiciones del sexenio más sangriento de México, la cual es una investigación que describe la falsa estrategia del presidente mexicano Felipe Calderón Hinojosa contra el narcotráfico, la cual relata cómo protegía y negociaba con el Cártel de Sinaloa a través de su Secretario de Seguridad Pública de México, Genaro García Luna. Además, esta obra tuvo que esperar varios años para su publicación como describe Wornat en diversas entrevistas ofrecidas a diversos medios mexicanos.
A mediados de 2021 publicó el libro El último rey, una biografía no autorizada sobre el cantante mexicano Vicente Fernández, días antes de que Fernández falleciera. En 2022, TelevisaUnivision adquiere los derechos de la obra para producir una bioserie sobre la vida del llamado "Charro de Huentitán".
Actualmente vive en Argentina y trabaja de manera independiente.

## Obras
- Crónicas malditas. Desde la onu, México desolado. Grijalbo, México, 2005, ISBN 968-5958-04-1.
- La jefa. Vida pública y privada de Marta Sahagún de Fox. Debolsillo, México, 2003, ISBN 968-5958-89-0.
- Menem. La vida privada. Editorial Planeta, Buenos Aires, 1999, ISBN 950-49-0312-6.
- Nuestra Santa Madre. Historia pública y privada de la Iglesia Católica argentina. Grupo Zeta, Buenos Aires, 2002, ISBN 950-15-2209-1.
- Reina Cristina. Vida pública y privada de la mujer más poderosa de la Argentina. Editorial Planeta, Buenos Aires, 2005, ISBN 950-49-1406-3. Publicado como Cristina, ISBN 9789504924876
- Felipe, el oscuro: Secretos, intrigas y traiciones del sexenio más sangriento de México. Planeta, México, 2020. ISBN 978-6070771316.
- El último rey: La biografía no autorizada de Vicente Fernández. Planeta, México, 2020. ISBN 978-6070782602.